# おまかせ! さやなのもえろ部
『おまかせ! さやなのもえろ部』（おまかせ! さやなのもえろぶ）は、水兵ききによる日本の漫画作品。

## 概要
『電撃萌王』（アスキー・メディアワークス）にて連載された。主人公が文字通り体当たりで数々の困難を乗り越えていくストーリーである。単行本全1巻、未収録話多数。

## 登場人物
本郷さやな（ほんごう さやな）
主人公。恥かしさを懸命にこらえながらも数々の依頼を遂行していく。
綾瀬かぐや（あやせ かぐや）
主人公の幼馴染でさやなに入部を勧めた。
木塚先生
もえろ部の顧問。